# Fritiof Nilsson Piraten
Fritiof Nilsson Piraten ("El Pirata") (4 de diciembre de 1895 en Vollsjö, Escania–31 de enero de 1972 en Malmö), nacido como Nils Fritiof Adam Nilsson, fue un autor sueco. La provincia de Escania, en la que nació, desempeña un papel importante en la mayoría de sus obras.
Estudió abogacía en Lund, pero renunció en 1932 para dedicarse a la escritura. En ese mismo año publicaría su primer libro, Bombi Bitt och jag ("Bombi Bitt y yo"), una historia que recuerda a Las aventuras de Tom Sawyer. Es por este libro y por su personaje por el que sería mayormente recordado. En 1936 su novela fue llevada al cine y en 1968 se estrenaría una serie de televisión con el actor Stellan Skarsgård como Bombi Bitt y con el propio Piraten como narrador. Piraten escribió dos novelas más sobre este personaje, una en 1846 y otra en 1974. La mayoría de sus libros son colecciones de anécdotas bucólicas sobre personajes excéntricos de Escania. Un ejemplo de esto es su obra Bock i örtagård ("Bucken el lugar idílico") de 1933, que trata sobre un escudero comerciante de caballos analfabeto que se hace pupilo en una iglesia para ganar una apuesta. En 1958 se estrenó una película sobre esta novela. La siguiente obra, Bokhandlaren som slutade bada ("El comerciante de libros que dejó de bañarse"), de 1937, trata la trágica historia, salpicada con situaciones cómicas ocasionales, de un hombre muy sensible que se enamora profundamente de una mujer, de cómo se casan antes de que este se de cuenta de cómo es realmente y de las desdichas que le suceden. En 1969 fue llevada al cine. La mayoría de las obras de Piraten pertenecen a la categoría de relatos absurdos.
Piraten era deliberadamente no-literario, y se llevaba bien con marineros, granjeros y hombres de negocios, y fue probablemente de esta amistad de la que nació su apodo. Si famoso epitafio representa muy bien cómo era el autor.

## Referencias

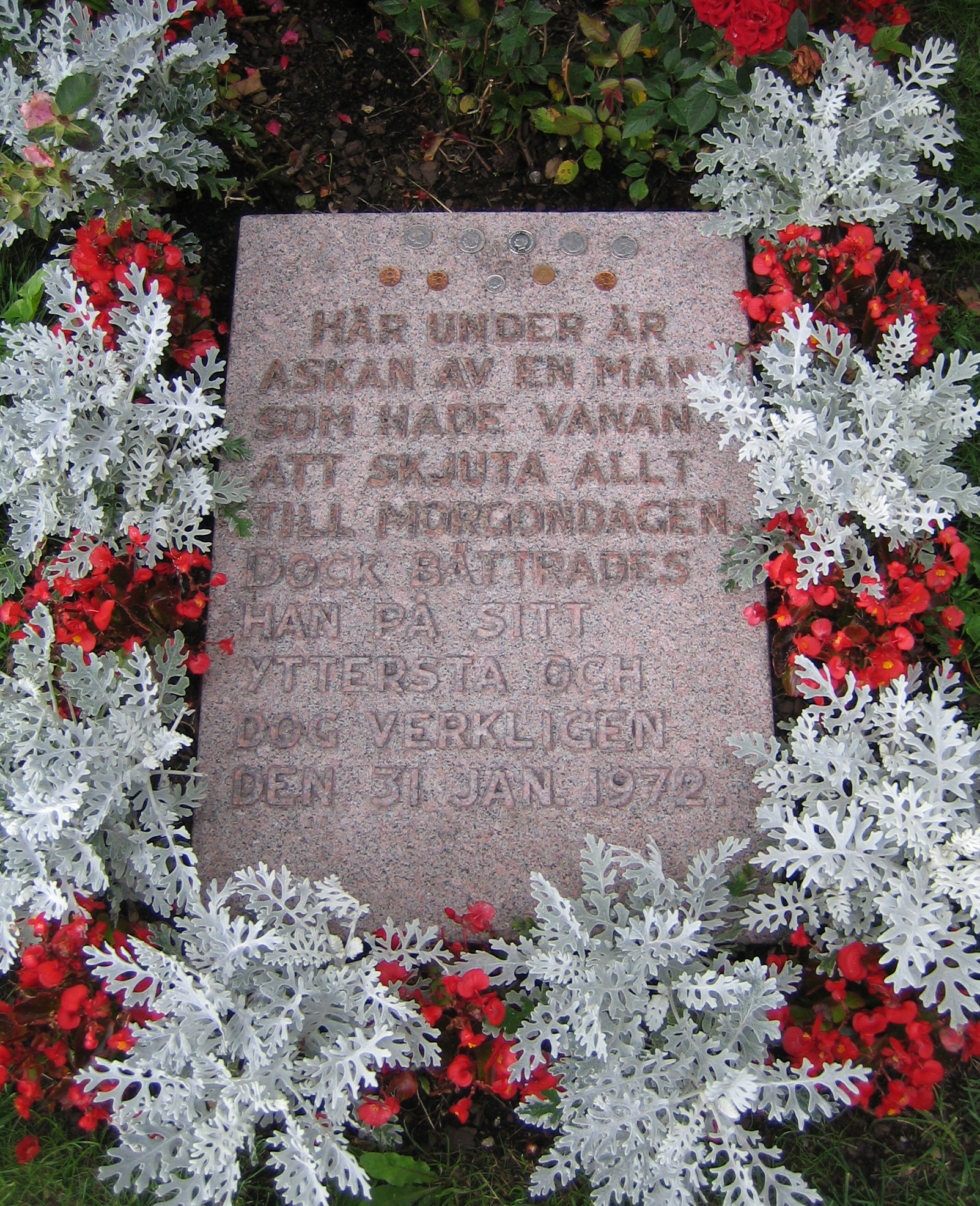
Lápida en el cementerio de Ravlunda. La inscripción se puede traducir como: Aquí yacen las cenizas de un hombre con el hábito de dejar todo para mañana. Sin embargo, cambió para mejor en su lecho de muerte y de hecho murió el 31 de enero de 1972.